# Thomas Kläsener
Thomas Kläsener (* 14. August 1976 in Gelsenkirchen) ist ein ehemaliger deutscher Fußballspieler.

## Karriere
Kläseners Karriere begann 1984 in der Jugend beim VfL Resse 08. Über den Erler SV 08, wo er zwischen 1990 und 1996 spielte, führte sein Weg zu der zweiten Mannschaft des FC Schalke 04, für die er mit Unterbrechungen die folgenden zehn Jahre aktiv war. Kläsener gehörte aber auch zeitweise zum erweiterten Kader der Profi-Mannschaft. In der Saison 2000/01 spielte er für die SG Wattenscheid 09. 2003 holte ihn Jupp Heynckes in den Profikader des FC Schalke 04. Im Sommer 2006 wechselte er zu Rot-Weiss Essen, 2007/08 spielte er für den SC Paderborn 07. Dort war er Vizekapitän der Mannschaft. Nach dem Abstieg des SC Paderborn 07 aus der 2. Bundesliga im Mai 2008 unterschrieb Thomas Kläsener einen Einjahresvertrag beim Zweitligisten FC Augsburg.
Zur Saison 2009/10 wechselte er zu RB Leipzig, wo er gleich im ersten Jahr den Aufstieg in die Regionalliga Nord feierte. Sein Vertrag endete am 30. Juni 2011, er wurde nicht verlängert. Daraufhin schloss sich Kläsener dem SSV Markranstädt an, mit dem er in der Saison 2011/12 als Meister der Landesliga Sachsen in die Oberliga Nordost aufstieg. Im Sommer 2013 beendete er seine Karriere.
Insgesamt absolvierte er 32 Spiele (1 Tor) in der Fußball-Bundesliga und 63 Spiele (2 Tore) in der 2. Fußball-Bundesliga.

## Erfolge
- DFL-Ligapokalsieger: 2005